# Elizabeth Foster
Elizabeth "Bess" Christiana Foster, född 13 maj 1759, död 30 mars 1824, var en engelsk aristokrat. Hon är främst känd i historien för sin vänskap med Georgiana Cavendish och för att ha varit mätress till dennas make William Cavendish, 5:e hertig av Devonshire, som hon gifte sig med efter Georgianas död.  Hon är främst känd som Lady Elizabeth Foster. 

## Biografi
Elizabeth var dotter till Frederick Hervey, 4:e earl av Bristol och föddes i ett litet hus i Suffolk. 
1776 gifte hon sig med John Thomas Foster. 1779 blev hennes far earl av Bristol och hon fick titeln "Lady". Hon separerade på egen önskan från sin make år 1781 på grund av hans otrohet med en fransk tjänsteflicka. Genom separationen förlorade hon i enlighet med dåvarande lag vårdnaden om sina barn och blev ekonomiskt utblottad. Paret skilde sig inte, då skilsmässa vid denna tid var både mycket juridiskt svårt och kostsamt att få igenom, och hon hade därför inte möjlighet att gifta om sig. 
1782 träffade Elizabeth Foster hertigen och hertiginnan av Devonshire i Bath, och blev snabbt en av Georgianas närmaste vänner. Hon tackade ja till att bo med paret, och blev snart älskarinna till Georgianas make William. Arrangemanget accepterades av Georgiana (som själv hade en egen älskare) och paret levde tillsammans i ett omtalat Ménage à trois i 25 år. 
Flera olika män har utpekats som älskare till Elizabeth Foster, bland dem Ercole Consalvi, John Sackville, 3rd Duke of Dorset, Charles Lennox, 3:e hertig av Richmond, Valentine Quin, 1st Earl of Dunraven and Mount-Earl och svensken Axel von Fersen d.y., drottning Marie-Antoinette älskare. Det finns bevis för att Bess hade en illegitim son med Frederick Harvey Foster.
Hon fick två barn med William Cavendish, som växte upp på Devonshire House med hans legitima barn med Georgiana. Hennes frånvarande make avled 1796, vilket gjorde henne till änka och fri att gifta om sig. År 1806 avled Georgiana Cavendish. Tre år efter Georgianas död gifte sig Elizabeth Foster och William Cavendish med hennes välsignelse. Elizabeth blev änka 1811. 
Elizabeth Foster brevväxlade med bland andra Madame de Staël, och mycket av hennes korrespondens finns bevarad. 
Barn med John Foster:
- Frederick (3 oktober 1777 – 1853)
- Elizabeth (17 november 1778 – 25 november 1778)
- Sir Augustus Foster, Bt (december 1780 – 1848)

Barn med William Cavendish:
- Caroline Rosalie Adelaide (1785–1830), som senare som Caroline St Jules gifte sig med  George Lamb.
- Sir Augustus Clifford, Bt (26 maj 1788 – 8 februari 1877)